# Bami Haeng Pet

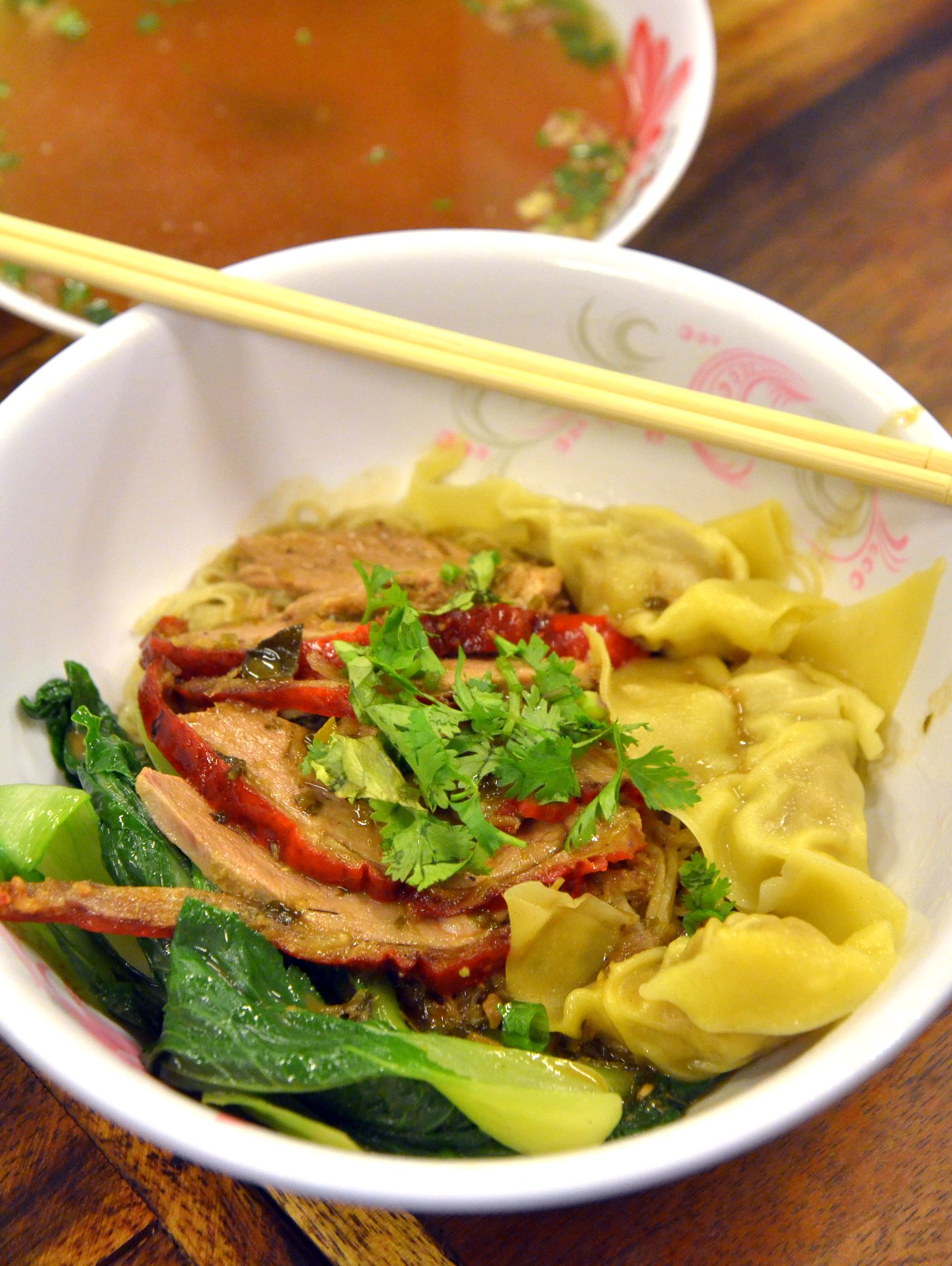
Bami Haeng Pet

Bami Haeng Pet (thailändisch : บะหมี่แห้งเป็ด, trockene Eiernudeln mit Ente) ist ein thailändisches Gericht, das man an Straßenständen und spezialisierten Restaurants in Thailand finden kann.
Die Hauptzutaten dieses Gerichts sind gelbe Eiernudeln, geschmorte Ente und Pak Choi und es wird in der Regel mit Brühe als Beilage gereicht. Zusätzlich zu den Grundzutaten werden noch Koriander, Frühlingszwiebeln und frittierter Knoblauch hinzugefügt. Als Extras werden häufig Wan Tans und Schweinebauch angeboten. 
Es ähnelt dem Gericht Bami Mu Daeng, wobei statt Ente rotes Schweinefleisch verwendet wird.